# Monteverdi Sahara

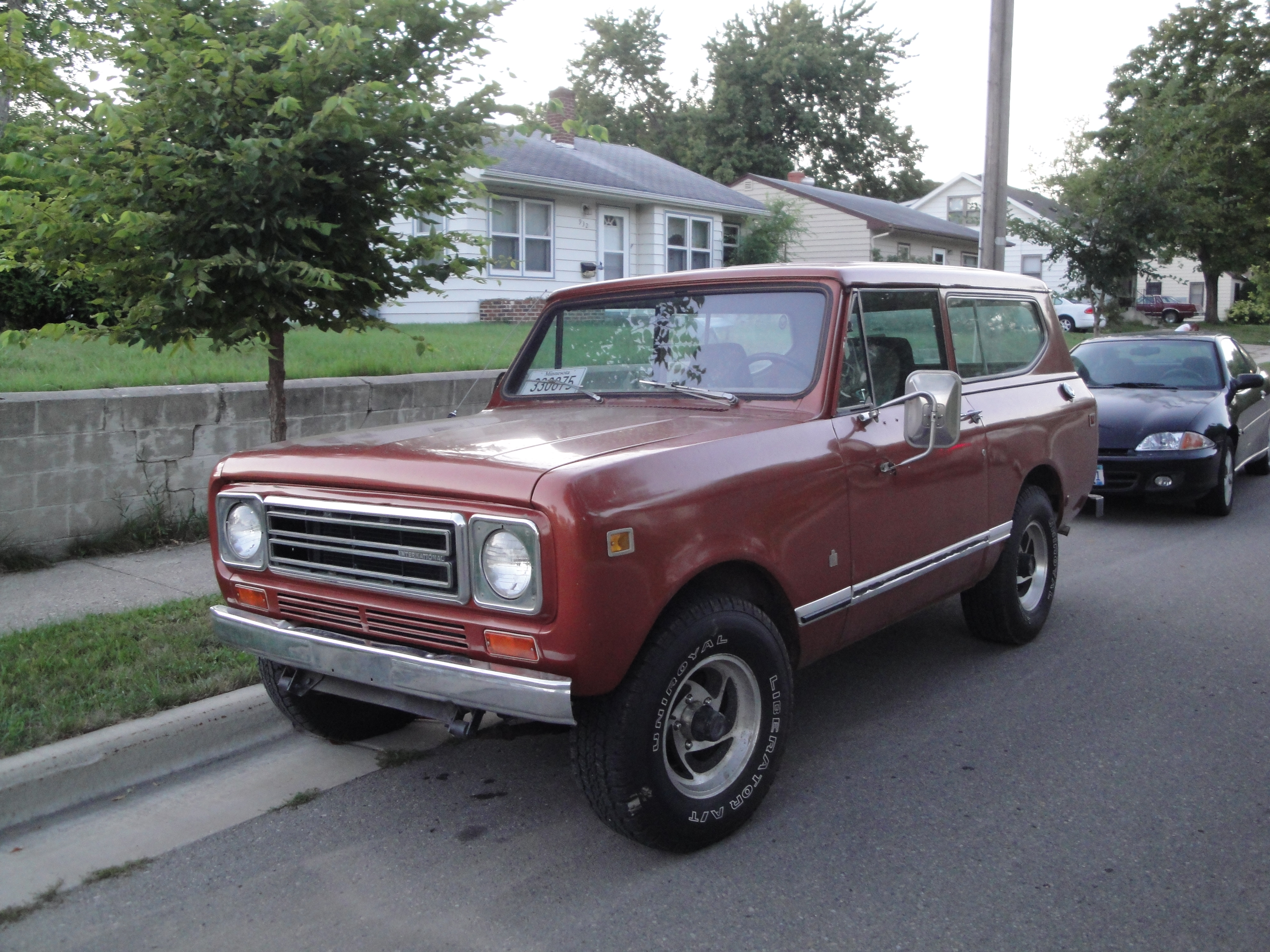
International Harverster Scout II, het basisvoertuig voor de Sahara

De Monteverdi Sahara was een terreinwagen van de Zwitserse autofabrikant Monteverdi die van 1978 tot 1980 in kleine aantallen werd geproduceerd.

## Geschiedenis
In de zomer van 1976 presenteerde Monteverdi de Monteverdi Safari, een luxe terreinwagen gebaseerd op het rijdend chassis van de International Harvester Scout, maar met een volledig opnieuw ontworpen carrosserie met de hulp van Carrozzeria Fissore uit Italië. De Safari haalde zijn inspiratie bij de Range Rover, maar was met zijn Italiaanse carrosserie veel eleganter dan het solide Britse model. De Safari verkocht goed, maar was relatief duur met zijn prijskaartje dat zo'n 50% hoger was dan voor een volledig uitgeruste Range Rover.
Daarom probeerde Peter Monteverdi in 1978 zijn modellengamma naar beneden uit te breiden met een goedkopere terreinwagen, de Sahara. Daartoe greep hij terug naar een opdracht die hij in 1974 had uitgevoerd voor de Oostenrijkse importeur van International Harvester: Een International Harvester Scout voorzien van een opgewaardeerd interieur en van enkele discrete aanpassingen aan de carrosserie. Voor de Sahara gebruikte Monteverdi dezelfde aanpak.
De Sahara was echter geen commercieel succes. De gelijkenis met de International Harvester Scout was te groot om zijn aankoopprijs te rechtvaardigen. Volgens diverse schattingen zijn er uiteindelijk nauwelijks meer dan 30 stuks van de Sahara geproduceerd, waaronder een exemplaar met verlengde wielbasis. In Nederland stond er in 2015 slechts een exemplaar geregistreerd.

## Ontwerp
Monteverdi gebruikte, net zoals bij de Safari, de International Harvester Scout II als basisvoertuig voor de Sahara.
Om een lager prijsniveau te bereiken werd de carrosserie van het basisvoertuig grotendeels intact gelaten, met uitzondering van enkele kleine wijzigingen die de Sahara een meer Europese look moesten geven. Uiterlijk kreeg de wagen alleen een nieuwe voorkant met dubbele ronde koplampen, richtingaanwijzers aan de zijkant en smalle bumpers in kunststof om een herkenbare familiegelijkenis met de Safari te creëren.
Het interieur werd wel grondig opgewaardeerd en had een kwaliteitsniveau dat vergelijkbaar was met dat van de Safari. Automatische transmissie en stuurbekrachtiging werden standaard geleverd. Lederen bekleding, een koelkast en een televisietoestel waren als optie beschikbaar.
Voor de Sahara gebruikte Monteverdi ook de standaard motoren van de Scout: de 5,7L SV-345 V8-motor van International Harvester die 165 pk ontwikkelde en de 3,2L SD33 zescilinder dieselmotor van Nissan met 95 pk. Er zouden maar enkele exemplaren met een dieselmotor geleverd zijn.